# 寄刚毛藻属
寄刚毛藻属（学名：Schmitziella）为珊瑚藻科的一个属。

## 下级分类
本属包括以下物种：
- 寄刚毛藻 Schmitziella endophloea Bornet & Batters